# Challenger Series de Patinação Artística no Gelo de 2018–19
Challenger Series de Patinação Artística no Gelo de 2018–19 foi a quinta temporada do Challenger Series ISU, uma série de competições de patinação artística no gelo disputada na temporada 2018–19. São distribuídas medalhas em quatro disciplinas, individual masculino e individual feminino, duplas e dança no gelo.
A competição é organizada pela União Internacional de Patinação (em inglês:  International Skating Union), a série Challenger Series começou em 1 de agosto e continuaram até 8 dezembro de 2018.

## Calendário
A ISU anunciou o seguinte calendário de eventos que ocorreram no outono de 2017.
| #  | Evento                                            | Localização                    | Data                 | Ref    |
| -- | ------------------------------------------------- | ------------------------------ | -------------------- | ------ |
| 1  | Asian Open Figure Skating Trophy de 2018          | Bangkok, Tailândia             | 1–5 de agosto        | [ 2 ]  |
| 2  | Lombardia Trophy de 2018                          | Bérgamo, Itália                | 12–16 de setembro    | [ 3 ]  |
| 3  | U.S. International Figure Skating Classic de 2018 | Salt Lake City, Estados Unidos | 12–16 de setembro    | [ 4 ]  |
| 4  | Ondrej Nepela Trophy de 2018                      | Bratislava, Eslováquia         | 19–22 de setembro    | [ 5 ]  |
| 5  | Autumn Classic International de 2018              | Oakville, Canadá               | 20–22 de setembro    | [ 6 ]  |
| 6  | Nebelhorn Trophy de 2018                          | Oberstdorf, Alemanha           | 26–29 de setembro    | [ 7 ]  |
| 7  | Finlandia Trophy de 2018                          | Espoo, Finlândia               | 4–7 de outubro       | [ 8 ]  |
| 8  | Inge Solar Memorial – Alpen Trophy de 2018        | Innsbruck, Áustria             | 11–18 de novembro    | [ 9 ]  |
| 9  | Tallinn Trophy de 2018                            | Tallinn, Estônia               | 26 de nov.–2 de dez. | [ 10 ] |
| 10 | Golden Spin of Zagreb de 2018                     | Zagreb, Croácia                | 5–8 de dezembro      |        |

## Medalhistas

### Asian Open Figure Skating Trophy
| Evento                        | Ouro                                                             | Prata                                                            | Bronze                                                           |
| Individual masculino detalhes | Sōta Yamamoto · Japão                                            | Chih-I Tsao · Taipé Chinesa                                      | Byun Se-jong · Coreia do Sul                                     |
| Individual feminino detalhes  | Lim Eun-soo · Coreia do Sul                                      | Yuna Shiraiwa · Japão                                            | Mako Yamashita · Japão                                           |
| Duplas detalhes               | Número insuficiente de participantes para o Challenger Series[a] | Número insuficiente de participantes para o Challenger Series[a] | Número insuficiente de participantes para o Challenger Series[a] |
| Dança no gelo detalhes        | Wang Shiyue · Liu Xinyu · China                                  | Rachel Parsons · Michael Parsons · Estados Unidos                | Misato Komatsubara · Timothy Koleto · Japão                      |

### Lombardia Trophy
| Evento                        | Ouro                                         | Prata                                             | Bronze                                        |
| Individual masculino detalhes | Shoma Uno · Japão                            | Dmitri Aliev · Rússia                             | Andrei Lazukin · Rússia                       |
| Individual feminino detalhes  | Elizaveta Tuktamysheva · Rússia              | Sofia Samodurova · Rússia                         | Mako Yamashita · Japão                        |
| Duplas detalhes               | Natalia Zabiiako · Alexander Enbert · Rússia | Aleksandra Boikova · Dmitrii Kozlovskii · Rússia  | Nicole Della Monica · Matteo Guarise · Itália |
| Dança no gelo detalhes        | Charlène Guignard · Marco Fabbri · Itália    | Rachel Parsons · Michael Parsons · Estados Unidos | Sara Hurtado · Kirill Khaliavin · Espanha     |

### U.S. International Figure Skating Classic
| Evento                        | Ouro                                               | Prata                                                     | Bronze                                                 |
| Individual masculino detalhes | Nam Nguyen · Canadá                                | Michal Březina · República Tcheca                         | Jimmy Ma · Estados Unidos                              |
| Individual feminino detalhes  | Satoko Miyahara · Japão                            | Lim Eun-soo · Coreia do Sul                               | Kim Ye-lim · Coreia do Sul                             |
| Duplas detalhes               | Ashley Cain · Timothy LeDuc · Estados Unidos       | Audrey Lu · Misha Mitrofanov · Estados Unidos             | Ekaterina Alexandrovskaya · Harley Windsor · Austrália |
| Dança no gelo detalhes        | Madison Hubbell · Zachary Donohue · Estados Unidos | Christina Carreira · Anthony Ponomarenko · Estados Unidos | Misato Komatsubara · Tim Koleto · Japão                |

### Ondrej Nepela Memorial
| Evento                        | Ouro                                                             | Prata                                                            | Bronze                                                           |
| Individual masculino detalhes | Mikhail Kolyada · Rússia                                         | Sergei Voronov · Rússia                                          | Keiji Tanaka · Japão                                             |
| Individual feminino detalhes  | Rika Kihira · Japão                                              | Elizabet Tursynbaeva · Cazaquistão                               | Stanislava Konstantinova · Rússia                                |
| Duplas detalhes               | Número insuficiente de participantes para o Challenger Series[a] | Número insuficiente de participantes para o Challenger Series[a] | Número insuficiente de participantes para o Challenger Series[a] |
| Dança no gelo detalhes        | Victoria Sinitsina · Nikita Katsalapov · Rússia                  | Lorraine McNamara · Quinn Carpenter · Estados Unidos             | Betina Popova · Sergey Mozgov · Rússia                           |

### Autumn Classic International
| Evento                        | Ouro                                   | Prata                                            | Bronze                                          |
| Individual masculino detalhes | Yuzuru Hanyu · Japão                   | Cha Jun-hwan · Coreia do Sul                     | Roman Sadovsky · Canadá                         |
| Individual feminino detalhes  | Bradie Tennell · Estados Unidos        | Evgenia Medvedeva · Rússia                       | Maé-Bérénice Méité · França                     |
| Duplas detalhes               | Vanessa James · Morgan Ciprès · França | Kirsten Moore-Towers · Michael Marinaro · Canadá | Haven Denney · Brandon Frazier · Estados Unidos |
| Dança no gelo detalhes        | Kaitlyn Weaver · Andrew Poje · Canadá  | Olivia Smart · Adrián Díaz · Espanha             | Carolane Soucisse · Shane Firus · Canadá        |

### Nebelhorn Trophy
| Evento                        | Ouro                                       | Prata                                                  | Bronze                                                    |
| Individual masculino detalhes | Keegan Messing · Canadá                    | Alexander Majorov · Suécia                             | Artur Dmitriev · Rússia                                   |
| Individual feminino detalhes  | Alina Zagitova · Rússia                    | Mai Mihara · Japão                                     | Loena Hendrickx · Bélgica                                 |
| Duplas detalhes               | Alisa Efimova · Alexander Korovin · Rússia | Alexa Scimeca Knierim · Chris Knierim · Estados Unidos | Deanna Stellato · Nathan Bartholomay · Estados Unidos     |
| Dança no gelo detalhes        | Piper Gilles · Paul Poirier · Canadá       | Rachel Parsons · Michael Parsons · Estados Unidos      | Christina Carreira · Anthony Ponomarenko · Estados Unidos |

### Finlandia Trophy
| Evento                        | Ouro                                         | Prata                                            | Bronze                                           |
| Individual masculino detalhes | Mikhail Kolyada · Rússia                     | Cha Jun-hwan · Coreia do Sul                     | Morisi Kvitelashvili · Geórgia                   |
| Individual feminino detalhes  | Elizaveta Tuktamysheva · Rússia              | Elizabet Tursynbaeva · Itália                    | Viveca Lindfors · Finlândia                      |
| Duplas detalhes               | Evgenia Tarasova · Vladimir Morozov · Rússia | Kirsten Moore-Towers · Michael Marinaro · Canadá | Aleksandra Boikova · Dmitrii Kozlovskii · Rússia |
| Dança no gelo detalhes        | Alexandra Stepanova · Ivan Bukin · Rússia    | Olivia Smart · Adrián Díaz · Espanha             | Marie-Jade Lauriault · Romain Le Gac · França    |

### Inge Solar Memorial – Alpen Trophy
| Evento                        | Ouro                                                             | Prata                                                            | Bronze                                                           |
| Individual masculino detalhes | Daniel Grassl · Itália                                           | Roman Sadovsky · Canadá                                          | Tomoki Hiwatashi · Estados Unidos                                |
| Individual feminino detalhes  | Anna Tarusina · Rússia                                           | Serafima Sakhanovich · Rússia                                    | Brooklee Han · Austrália                                         |
| Duplas detalhes               | Número insuficiente de participantes para o Challenger Series[a] | Número insuficiente de participantes para o Challenger Series[a] | Número insuficiente de participantes para o Challenger Series[a] |
| Dança no gelo detalhes        | Charlène Guignard · Marco Fabbri · Itália                        | Lorraine McNamara · Quinn Carpenter · Estados Unidos             | Marie-Jade Lauriault · Romain Le Gac · França                    |

### Tallinn Trophy
| Evento                        | Ouro                                                      | Prata                                         | Bronze                                            |
| Individual masculino detalhes | Maxim Kovtun · Rússia                                     | Vincent Zhou · Estados Unidos                 | Anton Shulepov · Rússia                           |
| Individual feminino detalhes  | Serafima Sakhanovich · Rússia                             | Ting Cui · Estados Unidos                     | Viveca Lindfors · Finlândia                       |
| Duplas detalhes               | Miriam Ziegler · Severin Kiefer · Áustria                 | Tarah Kayne · Danny O'Shea · Estados Unidos   | Jessica Calalang · Brian Johnson · Estados Unidos |
| Dança no gelo detalhes        | Christina Carreira · Anthony Ponomarenko · Estados Unidos | Anastasia Skoptcova · Kirill Aleshin · Rússia | Natalia Kaliszek · Maksym Spodyriev · Polônia     |

### Golden Spin of Zagreb
| Evento                        | Ouro                                       | Prata                                                  | Bronze                                                      |
| Individual masculino detalhes | Jason Brown · Estados Unidos               | Mikhail Kolyada · Rússia                               | Alexander Samarin · Rússia                                  |
| Individual feminino detalhes  | Bradie Tennell · Estados Unidos            | Anastasia Gubanova · Rússia                            | Mariah Bell · Estados Unidos                                |
| Duplas detalhes               | Alisa Efimova · Alexander Korovin · Rússia | Alexa Scimeca Knierim · Chris Knierim · Estados Unidos | Deanna Stellato-Dudek · Nathan Bartholomay · Estados Unidos |
| Dança no gelo detalhes        | Piper Gilles · Paul Poirier · Canadá       | Natalia Kaliszek · Maksym Spodyriev · Polônia          | Betina Popova · Sergey Mozgov · Rússia                      |

## Quadro de medalhas
| Ordem | País             | Medalha de ouro | Medalha de prata | Medalha de bronze |     | Ordem por total |
| ----- | ---------------- | --------------- | ---------------- | ----------------- | --- | --------------- |
| 1     | Rússia           | 14              | 9                | 8                 | 31  | 1               |
| 2     | Estados Unidos   | 6               | 12               | 8                 | 26  | 2               |
| 3     | Canadá           | 5               | 3                | 2                 | 10  | 4               |
| 4     | Japão            | 5               | 2                | 5                 | 12  | 3               |
| 5     | Itália           | 3               | 1                | 1                 | 5   | 6               |
| 6     | Coreia do Sul    | 1               | 3                | 2                 | 6   | 5               |
| 7     | França           | 1               |                  | 3                 | 4   | 7               |
| 8     | Áustria          | 1               |                  |                   | 1   | 11              |
| 8     | China            | 1               |                  |                   | 1   | 11              |
| 10    | Espanha          |                 | 2                | 1                 | 3   | 8               |
| 11    | Polônia          |                 | 1                | 1                 | 2   | 9               |
| 12    | Cazaquistão      |                 | 1                |                   | 1   | 12              |
| 12    | República Tcheca |                 | 1                |                   | 1   | 12              |
| 12    | Suécia           |                 | 1                |                   | 1   | 12              |
| 12    | Taipé Chinesa    |                 | 1                |                   | 1   | 12              |
| 16    | Austrália        |                 |                  | 2                 | 2   | 9               |
| 17    | Finlândia        |                 |                  | 2                 | 2   | 9               |
| 17    | Bélgica          |                 |                  | 1                 | 1   | 12              |
| 17    | Geórgia          |                 |                  | 1                 | 1   | 12              |
| TOTAL | TOTAL            | 37              | 37               | 37                | 111 | —               |